# Invasion de la province de Xu par Cao Cao
guerres de la fin de la dynastie Han
L'Invasion de la province de Xu par Cao Cao est une invasion punitive lancée par le chef de guerre Cao Cao contre Tao Qian, le gouverneur de Province de Xu, durant la fin de la dynastie Han. Le casus belli qui déclenche l’invasion est l’assassinat de Cao Song, le père de Cao Cao, dans la Province de Xu. Bien que la culpabilité de Tao Qian dans cet événement soit douteuse, Cao Cao le tient néanmoins pour responsable. L’invasion a eu lieu en deux vagues séparées, en 193 et 194. À chaque fois, Cao Cao s'empare d'un certain nombre de villes et ordonne une punition collective contre la population civile.

## Situation avant l'invasion
Cao Song, le père de Cao Cao, vit une retraite tranquille dans sa ville natale de Qiao (譙), qui correspond actuellement à Bozhou, Anhui, jusqu'à ce qu'elle se transforme en champ de bataille lors de la campagne contre Dong Zhuo. Cao Song et le reste de la famille Cao déménagent donc à Langya (琅邪) qui correspond actuellement à Linyi, Shandong, dans la Province de Xu. En 193, Cao Cao établit une base dans la province de Yan, qui recouvre la zone correspondant actuellement au sud-ouest du Shandong et à l'est du Henan. Il invite alors son père à le rejoindre sur son territoire. Les retrouvailles des différents membres de la famille Cao n'auront jamais lieu, car Cao Song et tous ses proches sont assassinés à la frontière entre la Province de Xu et celle de Yan. Les sources officielles ont retenu deux versions différentes de cet assassinat. Dans la première, c'est le gouverneur de la Province de Xu, Tao Qian, qui envoie ses hommes tuer la famille de Cao, pour se venger des multiples défaites que ce dernier lui a infligées. Dans la seconde version, Tao Qian a effectivement envoyé des soldats pour protéger la famille de Cao, car il craignait ce dernier; mais ses hommes ont tué la famille de Cao pour s'emparer des biens qu'ils possédaient. Quel que soit le réel degré de culpabilité de Tao Qian, Cao Cao fait de lui le seul responsable du meurtre de son père.

## Première invasion
Pendant l'été ou l'automne[1] 193, Cao Cao envahit la province de Xu en prenant la tête d'une armée aux effectifs inconnus. Il s'empare facilement d'une dizaine de villes,,. Après la conquête de Pengcheng (彭城), qui correspond actuellement à Xuzhou, Jiangsu, la capitale de Tao Qian, Cao Cao aurait fait tuer plus de 10 000 des soldats chargés de la défense de la ville[2]. Tao Qian n'est pas présent sur place, car il s'est enfui à Tan (剡;), ce qui correspond actuellement au Xian de Tancheng, Linyi, Shandong. Cao Cao se rend sur place, mais n'arrive pas à prendre la ville,.
Contrarié et à court de ravitaillement, Cao Cao est obligé de repartir, en pillant au passage Qulü (取慮), Suiling (睢陵) et Xiaqiu (夏丘)[3]. Les populations locales doivent également faire face à un afflux de réfugiés fuyant les violences de Pencheng. L'armée de Cao Cao a tué environ 100 000 civils, hommes et femmes confondus, dont les cadavres finissent par bloquer l'écoulement de la rivière Si. Ses soldats emportent tous les poulets et tous les chiens pour se nourrir, avant de détruire les villages,.

## Seconde invasion
Durant l'été 194, Cao Cao revient dans la province de Xu et Tao Qian demande de l'aide à Tian Kai, qui se trouve dans la province voisine de Qing (青州). Kai envoie à Tao Qian une troupe de quelques centaines de soldats, commandée par Liu Bei. Tao Qian, qui cherche à ouvrir un nouveau front contre Cao Cao plus au sud, nomme Liu Bei Inspecteur de la Province de Yu et lui donne une troupe de 4 000 soldats,. Accompagné de Cao Bao, un officier au service de Qian, Liu Bei établit son camp à l'est de Tan (郯),.
Dans le même temps, l'armée de Cao Cao ravage Langya et Donghai (東海), qui sont situés à proximité de l'actuel Xian de Tancheng, Shandong, détruisant tout sur son passage. Lorsqu'il repart vers l'ouest, Cao Cao attaque et détruit la petite troupe de soldats de Tao Qian dirigée par Liu Bei,. D'après une des sources de l'époque, Cao Cao aurait également conquis la cité voisine de Xiangben (襄賁) après sa victoire.
La province de Xu n'a droit à un sursis que lorsque Zhang Miao (en) trahit Cao Cao et invite Lü Bu à s'emparer de la base principale de Cao Cao dans la province de Yan (兗州). Cao Cao cesse alors ses représailles contre Tao Qian et repart attaquer Lü Bu.

## Conséquences
Liu Bei change d'allié et passe du service de Tian Kai à celui de Tao Qian et reste dans la Province de Xu, après le départ de Cao Cao. Quand Tao Qian meurt de maladie, plus tard en 194, ses fils Shang Tao (陶商) et Tao Ying (陶應) sont rejetés par les élites locales qui leur refusent le poste de gouverneur au profit de Liu Bei. C'est ainsi que Liu Bei gagne son premier territoire grâce à la campagne de Cao Cao.